# Narelle Autio
Narelle Autio (* 1969 in Adelaide) ist eine australische Fotografin. Viele ihrer preisgekrönten Fotografien bilden den Bezug von Australiern zu Strand, Küste und Wasser ab.

## Leben
Nach einem Studium der Bildender Kunst an der University of South Australia, dass sie 1990 abschloss, arbeitete sie für The Advertiser, einer Tageszeitung aus Adelaide. Im Jahre 1995 reiste sie nach London, England und war dort bis 1998 die Hauptfotografin für Australia’s News Limited. Zurück in Australien war sie Fotografin für die Tageszeitung The Sydney Morning Herald.
Die australische Zeitschrift Art Collector erwähnte sie 2001 und 2005 in der Auflistung „50 most collecable Australian artists“. Drei der 50 erwähnten Künstlerinnen und Künstler waren Fotografen.
Als sie 2002 den Leica Oskar Barnack Award für ihre Fotoserie Coastal Dwellers gewann, war sie die erste Australierin mit dieser Auszeichnung. Coastal Dwellers wurde unter anderem ausgestellt beim 20. Noorderlicht Fotofestival 2003 in Groningen, in der Summer-Life-Ausstellung 2003 im Alice Austen House Museum in New York und bei der FotoFreo 2004 in Fremantle, Western Australia.
Sie ist verheiratet mit dem Fotografen Trent Parke, mit dem sie als Fotografin zusammenarbeitet. Narelle Autio ist Mitbegründerin der Bildagentur Oculi.

## Ausstellungen (Auswahl)
- 1999: The Seventh Wave. Leica/ccp Documentary, Wanderausstellung
- 2001: The Seventh Wave. Stills Gallery, Sydney
- 2001: View From the Sydney Harbour Bridge. Leicca/ccp Documentary, Wanderausstellung
- 2010: The Summer of Us. Hugo Mitchell Gallery, Adelaide
- 2012: Water Hole. Hugo Mitchell Gallery, Adelaide
- 2013: To the Sea. Hugo Mitchell Gallery, Adelaide (mit Trent Parke)
- 2024: They Eyes of Her. Hugo Mitchell Gallery, Adelaide

## Auszeichnungen
- 2000: Walkley Award for excellence in journalism
- 2001: 1. Platz in der Kategorie Nature Stories beim Pressefoto des Jahres für Australian Road Kill (gemeinsam mit Trent Parke)[5]
- 2001: Nominierung für den Leica Oskar Barnack Award für The Seventh Wave
- 2002: 1. Platz in der Kategorie Arts and Entertainments, Singles bei Pressefoto des Jahres für School of Dance[6]
- 2002: Leica Oskar Barnack Award für Coastal Dwellers[7]
- 2002: Gold Walkley Award in der Kategorie Daily Life für School of Dance[8]

## Veröffentlichungen
- Bildband mit Trent Parke: The Seventh Wave. Hot Chili Press, Kirribilli 2000. ISBN 978-0646397467.
- DVD-Portrait von Jennifer Crone über Narelle Autio und Trent Parke: Dreamlives. ABC 2002.
- DVD-Video mit Martin Mischkulnig: Through the lens: for students of photography. Vision of Australia 2010 (2 DVDs).
- Fotografien in: Tim Winton: Land's Edge: A Coastal Memoir. Hamish Hamilton (Penguin Australia), Melbourne, 2010, ISBN 978-1926428284.
- Film mit Trent Parke und Matthew Bate: The Summation of Force, 2017
- Bildband Place in Between. Stanley/Barker, London 2020, ISBN 978-1-913288-14-3.